# Gameloft
Gameloft, fransk utvecklare och utgivare av TV- och mobilspel. Företagets huvudkontor finns i Paris, Frankrike, men Gameloft har många filialer i 28 olika länder. Gameloft utvecklar främst spel till mobiltelefoner och surfplattor med Android, Bada, BlackBerry OS, BREW, iOS, Java, Symbian OS och Windows Phone, men utvecklar också spel till dedikerade spelkonsoler såsom Nintendo 3DS, Nintendo DS, Sony PlayStation 3, PlayStation Portable, PlayStation Vita, Wii och Xbox 360 samt olika webbaserade spel.

## Historia
Gameloft grundades 1999 av Michel Guillemot, som även är en av ägarna och grundarna av Ubisoft. Gameloft har expanderat snabbt och hade 5000 anställda vid slutet av 2011.

## Spelografi (urval)
- Asphalt 3D
- Asphalt Urban GT
- Assassin's Creed: Altaïr's Chronicles
- Brothers in Arms
- Brothers in Arms: Art of War
- Brothers in Arms: Hour of Heroes
- Dungeon Hunter: Alliance
- Gangstar: Vegas
- Let's Golf
- Lumines Mobile
- Might and Magic Mobile
- Rayman Golf
- The Adventures of Tintin: The Secret of the Unicorn (iOS-versionen)
- TV Show King
- Asphalt 6